# Seweriusz bar Masqeh
Seweriusz II bar Masqeh (ur. ?, zm. ?) – w latach 667–681 44. syryjsko-prawosławny Patriarcha Antiochii. 